# Хитрово, Екатерина Александровна
Екатерина Александровна Хитрово (1805 — 14 февраля 1856, Симферополь) — русская общественная деятельница, начальница Сердобольной общины сестёр и Крестовоздвиженской общины сестёр милосердия в Крыму (1855).

## Биография
Происходила из древнейшего дворянского рода. Первоначально была гувернанткой в доме барона Ивана Черкасова, где занималась воспитанием младшего брата декабриста А. И. Черкасова, барона Александра. Позже занималась воспитанием Петра Дурново. Вращаясь в Петербурге в домах отца его, деда — министра двора князя П. М. Волконского и сына последнего — князя Д. П. Волконского, она так привыкла к роскошной обстановке, что прибыв в Одессу, куда была приглашена князем В. Н. Репниным для воспитания его дочери, никак не могла ужиться с более скромной обстановкой и всегда и все критиковала. 
По словам князя Н. В. Репнина, Хитрово была «особа очень образованная, но с весьма деспотичным характером, и как воспитательница прожила у них недолго». В это же время, в 1850—1851 годах в Одессе жил Н. В. Гоголь, который был весьма близок с семьей Репниных и часто у них бывал. Свои встречи и беседы с писателем Хитрово отразила в своем дневнике, который был напечатан в 1902 году в «Русском Архиве».
Оставив дом Репниных, в 1852 году поступила на службу в Сердобольную Богадельню в Одессе, основанную в 1850 году А. С. Стурдзою. Вскоре стала настоятельницей общины. С началом Крымской войны сестры общины начали оказывать помощь раненым. По предложению великой княгини Елены Павловны и ходатайству Н. И. Пирогова 20 октября 1855 года стала настоятельницей Крестовоздвиженской общины сестёр милосердия, учреждённой по инициативе великой княгини. Хитрово была призвана заменить А. П. Стахович, которая, по словам Н. И. Пирогова, «требовала, чтобы сестры величали её генеральшей… величали её превосходительством, хотя была вдовой капитана», смотревшая «на сестёр как на сиделок».
При Екатерине Александровне сестры на её личном примере активно участвовали в хирургических операциях, ампутациях, перевязках, познали азы врачебного дела. Но не только эти функции выполняли сёстры. Они также призваны были следить, вести нравственный контроль администрации госпиталя, пресекать хищения медикаментов, продуктов и другого имущества интендантами, следить за сохранностью личных вещей и денег раненых.
Скончалась Е. А. Хитрово 3 февраля 1856 года в Симферополе от тифа. Похоронена в Одессе, на кладбище Сердобольной богадельни.